# سروکاج رو
سروکاج رو (نام علمی: Callitris roei) نام یک گونه از سرده سروکاج‌ها است.